# Афанасьева, Елена Ивановна
Еле́на Ива́новна Афана́сьева (род. 24 июля 1965, Ростов-на-Дону) — российская журналистка, медиаменеджер, писательница, теле- и радиоведущая, продюсер, сценарист, учредитель компаний «АВК продакшн» и «Аквилон Медиа». Член Академии Российского телевидения (с 2007 года), ведущая программы «ЗаДело! Поговорим» на телеканале ОТР (c 11 марта 2022) и соведущая программы «Се/реальность» на радиостанции «Серебряный дождь» (c 4 июля 2022).

## Биография
Окончила журфак Ростовского государственного университета, получив сразу две специальности — журналиста и переводчика.
С 1988 по 1991 год работала в ростовской газете «Комсомолец» (позднее переименована в «Наше Время»), вначале корреспондентом отдела спорта, затем отдела культуры. Направлялась с 1988 по 1991 год в качестве парламентского корреспондента газеты на многочисленные съезды народных депутатов СССР и России.
В 1992—1993 работала пресс-секретарём Российского союза молодёжи.
В 1992 году по итогам конкурса, организованного Верховным Советом России, признана лучшим парламентским журналистом страны. С января 1998 по июль 2002 года работала в «Новой газете», с октября 2002 по декабрь 2003 года — в журнале «Политбюро», вплоть до его закрытия. Помимо освещения работы правительства, в своих публикациях регулярно освещала деятельность центральных российских телеканалов.
С 16 мая 2004 года по 27 февраля 2022 года вела на радиостанции «Эхо Москвы» еженедельную программу «Телехранитель» о сути телевидения, о тех, кто определяет и хранит эту суть.
С ноября 2006 по октябрь 2021 года работала на «Первом канале» Директором Дирекции креативного планирования и интернет-вещания (с мая 2014 года — Дирекции креативного планирования). Привела на канал Дмитрия Борисова, Светлану Зейналову, Тимура Соловьёва, Анну Нельсон, Ивана Прозорова и других. Была продюсером программы «Моя родословная», телесериала «Без свидетелей» и докуреалити «Это я». Была уволена с телеканала после положительной оценки шоу «Игра» на телеканале ТНТ, высказанной у неё в Facebook.
В 2007 году избрана членом Академии Российского телевидения.
С 14 апреля 2009 года — учредитель компании «АВК продакшн».
С сентября 2013 года преподаёт авторский курс «ТВ и медиа форматы» в магистратуре факультета креативных индустрий ВШЭ.
С 13 апреля 2015 года — учредитель компании «Аквилон Медиа».
В сентябре 2015 года основала Школу Первого канала, которой руководила до октября 2021 года.
С 11 марта 2022 года ведёт программу «ЗаДело! Поговорим» на телеканале ОТР.
С 4 июля 2022 года, по воскресеньям в 20:00, в эфире радиостанции «Серебряный дождь» ведёт со своим сыном Иваном Бочаровым программу «Се/реальность».

## Семья
Бывший муж — советский, российский предприниматель и политик Михаил Бочаров. Двое детей — сын Иван, дочь Александра.

## Книги Е. Афанасьевой
- Афанасьева Е. Знак змеи. — М.: Захаров, 2004. — 480 с. — ISBN 5-8159-0418-X.
- Афанасьева Е. Ne-bud-duroi.ru. — М.: Захаров, 2004. — 320 с. — ISBN 5-8159-0384-1.
- Афанасьева Е. Колодец в небо. — М.: Захаров, 2005. — 542 с. — ISBN 5-8159-0498-8.
- Афанасьева Е. Как попасть на ТВ. — М.: Захаров, 2019. — 240 с. — ISBN 978-5-8159-1539-8.
- Афанасьева Е. Как создать свой проект для ТВ и Digital. — М.: Захаров, 2020. — 256 с. — ISBN 978-5-8159-1572-5.
- Афанасьева Е. Моя мама сошла с ума. — М.: Захаров, 2021. — 256 с. — ISBN 978-5-8159-1614-2.
- Афанасьева Е. Театр тающих теней. — М.: АСТ, 2023. — 318 с. — ISBN 978-5-17-149350-9.